# 原価計算基準
原価計算基準（げんかけいさんきじゅん）とは、1962年に大蔵省企業会計審議会が中間報告として公表した会計基準であり、原価計算に関する実践規範となっている。
当基準は1950年に経済安定本部企業会計基準審議会が審議を開始して以来、12年間の審議を経た後に公表された。その後の高度経済成長は「原価計算基準」があったからこそ達成されたとも考えられている。基準の草案作りの作業は同審議会の第4部会（部会長 中西寅雄）で行われた。
費目、部門別原価計算がベースになっているこの原価計算基準は、今日まで一度も改定が加えられていないため、サービス部門の割合が増大している今日の企業ニーズに必ずしも一致していないという問題もある。
特に昭和50年代以降は見直しや改正についての意見が各方面から出されている。